# Казахстан (Алакольский район)
Казахстан (каз. Қазақстан, до 199? г. — Жагатал) — село в Алакольском районе Жетысуской области Казахстана. Административный центр Жагатальского сельского округа. Код КАТО — 193449100.

## Население
В 1999 году население села составляло 2365 человек (1233 мужчины и 1132 женщины). По данным переписи 2009 года, в селе проживали 1904 человека (975 мужчин и 929 женщин).